# Mathilde de Gueldre
Mathilde de Gueldre, née vers 1325 et morte le 21 septembre 1384, fut duchesse de Gueldre et comtesse de Zutphen de 1371 à 1379. Elle était fille de Renaud II, duc de Gueldre et comte de Zutphen, et de Sophie Berthout, dame de Malines.
Elle épousa en premières noces en 1336 à Godefroy de Heinsberg († 1347), fils de Thierry de Heinsberg, comte de Looz et de Chiny.
Veuve, elle se remaria avant 1348 à Jean († 1368), comte de Clèves.
Enfin, elle épousa en troisièmes noces Jean II de Châtillon († 1381), comte de Blois. Elle n'eut pas d'enfant de ses trois maris.
En 1371, son frère Renaud III mourut, et elle lui succéda comme duchesse de Gueldre et comtesse de Zutphen, mais sa sœur Marie et son époux Guillaume VI de Juliers lui contestèrent la succession. Après huit ans, au terme de la guerre de Succession de Gueldre, elle fut vaincue et dut renoncer au duché de Gueldre.